# Levi Celerio

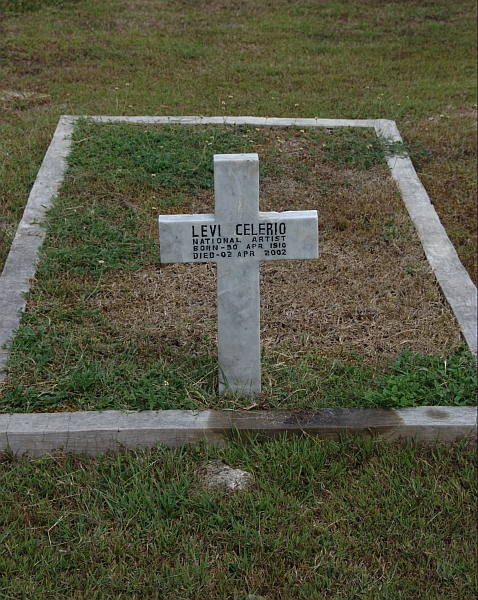
Graf van Celerio

Levi Celerio (Manilla, 30 april 1910 – Quezon City, 2 april 2002) was een Filipijns componist en schrijver. Op 9 oktober 1997 werd Celerio door toenmalig president Fidel Ramos uitgeroepen tot Nationaal Artiest van de Filipijnen.

## Levensloop
Celerio studeerde viool aan de University of the Philippines-Conservatory of Music en later aan de Academy of Music in Manilla. Na zijn opleiding werd hij het jongste lid van het Manila Symphony Orchestra. Als componist schreef hij bijzonder veel muziek voor de Filipijnse filmindustrie. Dit feit leverde hem in 1993 een Lifetime Achievement Award van de Film Academy of the Philippines (FAS) op. Celerio schreef ook de teksten voor meer dan 4.000 liederen, Filipijnse folk, kerstliederen, liefdesliederen. Diverse van deze nummers werden ook gebruikt als soundtrack van speelfilms. De muziek die Celerio twee generaties lang produceerde kenmerkt zich doordat mensen uit alle sociale lagen van de bevolking zich erdoor voelden aangetrokken en aangesproken. Tot zijn bekendste werken behoren: "Alembong" (muziek van J. Silos Jr.), "Bagong Pagsilang" (F. de Leon), "Kapag Puso'y Sinugatan" (T. Maiquez), "Galawgaw" (J. Silos jr.), "Misa de Gallo" (J. Balita), "Pasko na Naman" (F. de Leon), "Sa Ugoy ng Duyan" (L. San Pedro), "Saan Ka Man Naroroon" (R. Umali), "Tinikling" (folksong), "Itik-itik" (folksong), "Waray-waray" (J.Silos jr.), "Tunay na Tunay" (J. Silos jr.), "Ang Pasko ay Sumapit".
Celerio werd ook opgenomen in het Guinness Book of Records, als de enige persoon, die maar alleen met een blad muziek kon maken. Hij speelde met 39 muzikanten de titel "All the Things You Are".
Na zijn overleden op 2 april 2002 in de Delgado Clinic in Quezon City werd hij met alle militaire eer op de Nationale helden-begraafplaats Libingan ng mga Bayani begraven.

## Composities (selectie)

### Liederen
- Ang Puso Ko
- Caprichosa
- Cariñosa
- Dakilang Pasko
- Ewan Ko Ba
- Galawgaw
- Halik Mong Nag-aapoy
- Ikaw Kasi
- Isang Gabi
- Kalesa
- Lihim Mong Minamahal
- Limutin Mo't Mamamatay Ako
- Mawala Mang Lahat
- No Money, No Honey
- Pagkat Minamahal Kita
- Pandangguhan
- Pasko Na Bukas, Giliw
- Sayang
- Sumpa ng Puso

### Filmmuziek
- 1952 Rosalinda
- 1952 Sa Paanan ng Nazareno
- 1958 Casa Grande